# 满洲国国有铁道

满洲国国有铁道路徽

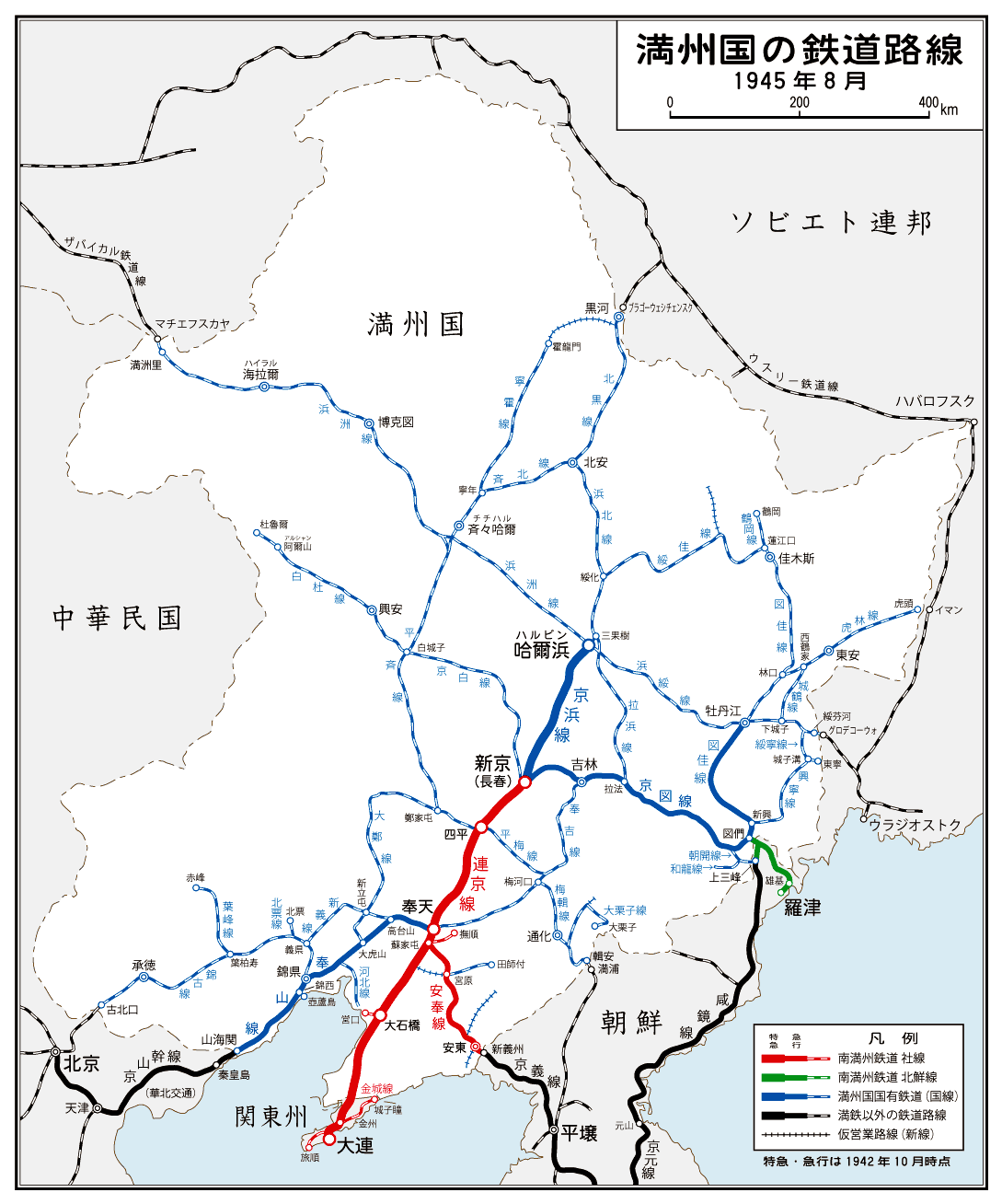
1945年时满铁所运营的铁道，其中蓝色为满洲国国有铁道，红色为满铁“社线”，绿色为位于日治朝鲜境内的“北鲜线”

满洲国国有铁道（Manchukuo National Railway）是满洲国交通部管理的国有铁道的总称。满洲国政府将国有铁道委托给已经在满洲地区（中国东北地区）南部从事铁道事业几十年的南满洲铁道（以下简称“满铁”）经营。满铁将满洲国国有铁道简称为“国线”；相对地，其原本自有的线路简称为“社线”。:111

## 历史

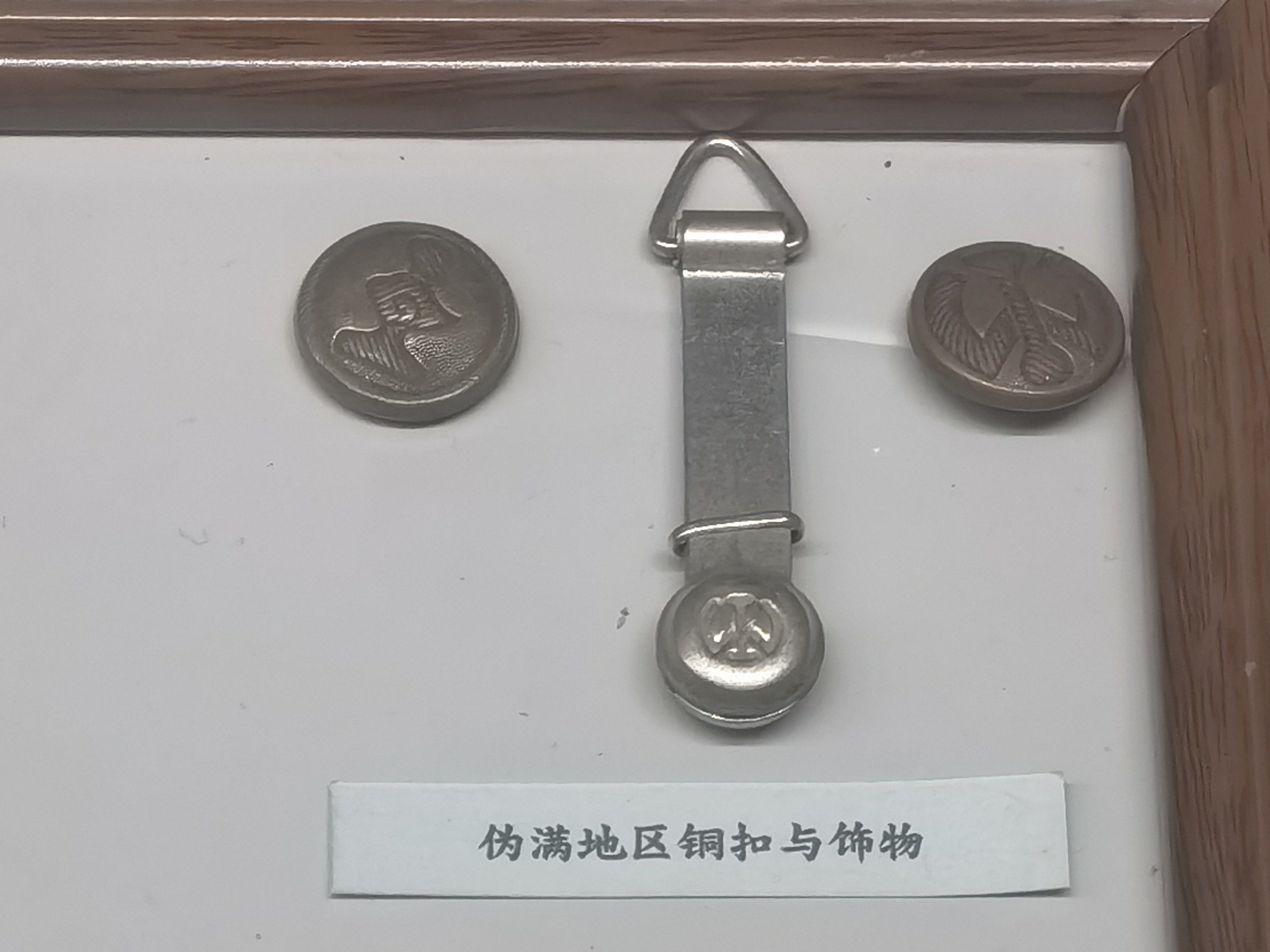
在广州铁路博物馆展出的满洲国铁道制服的铜扣，最左侧铜扣所刻即为“国铁”路徽

1924年，奉系军阀首领张作霖成立“東三省交通委員會”，负责管理中国东北境内的中方铁路。张学良东北易帜后，原委员会改组为“東北交通委員會”。在此期间，东北交通委员会制订了《东北铁路建设计划》，拟在10年内铺设总长6000余公里的东北铁路网，完成两大干线、18条支线建设，并在两大干线的起点葫芦岛建设500万吨吞吐能力的港口，以取代日本占领的旅顺港与控制的营口港。由于中方铁路与日本控制的满铁产生竞争，两方签署了《中日會議東三省事宜條約》，规定了双方铁路管理的共同事项。
九一八事变后，日本控制中国东北地区。1931年10月23日，关东军成立“新東北交通委員會”临时接管中方铁路。1932年3月1日，满洲国建立，铁路管理权移交予满洲国交通部，由各独立运营的铁路公司负责。1932年4月，关东军司令官本庄繁与满铁总裁内田康哉达成协定，将满洲国国境内原属中国运营的铁道委托给满铁经营:1。1933年2月9日，满洲国政府公布了《满洲国铁道借款及委托经营契约》:29，原属吉长吉敦、四洮、洮昂、沈海、呼海、吉海、齐克、洮索、奉山等9家铁路公司的线路均收回国有:4。满洲国政府宣布创建“满洲国国有铁道”，并由满铁委托运营：
- 奉山铁路： 山海关-奉天、皇姑屯-奉天总站、大虎山-通辽（大郑铁路）、沟帮子-营口（沟营铁路）、锦州-口北营子（锦朝铁路）、金岭寺-北票（北票铁路）、连山-葫芦岛。
- 呼海鉄路：马船口-海伦。
- 吉長吉敦鉄路：新京-吉林、吉林-敦化、蛟河-奶子山。吉长铁路与吉敦铁路均由满铁投资，所以委托给满铁经营，1927年，受张学良支持的奶子山煤矿有限公司修建由蛟河火车站至煤矿10公里的专用铁路，1931年11月吉长铁路公司与吉敦铁路公司合并。
- 吉海鉄路：朝阳镇-吉林。由原吉林省政府投资。
- 齐克铁路：昂昂溪-齐齐哈尔、楡樹屯-東昂昂溪、斉斉哈爾-泰安、寧年-拉哈。
- 瀋海鉄路：奉天-海龙-朝阳镇。
- 四洮鉄路：四平街-郑家屯-洮南、郑家屯-通辽。
- 洮昂鉄路：洮安-昂昂溪。
- 洮索鉄路：白城子-怀远镇。

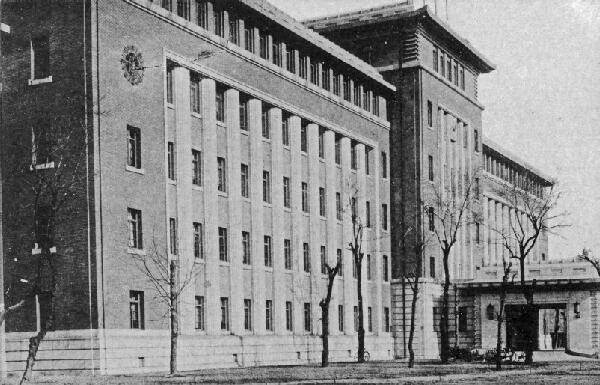
早期的满铁铁道总局，位于今沈阳市和平区太原北街2号

1933年3月，满铁正式开始运营国线，满铁在奉天市设立了铁路总局。最初该机构曾计划命名为“满洲国有铁路总局”，不过为了淡化“日本人控制满洲国铁路”的印象，仅保留了后面的“铁路总局”4个字。:6铁路总局建立时下辖10个铁路局，对应原来的各铁路公司：吉洮、吉海、吉敦、四洮、洮昂、洮索、齐克、呼海、沈海、奉山。1934年4月，铁路总局废除上述铁路局，改设奉天、新京、哈尔滨、洮南等4个铁路局。1935年7月，洮南铁路局迁至齐齐哈尔，改为齐齐哈尔铁路局。1935年9月，新京铁路局迁至吉林，改为吉林铁路局。:6

1935年3月，满洲国有铁道从苏联手中收购了北满铁道（长春-哈尔滨、满洲里-绥芬河之间的原中东铁路）。1935年8月31日夜间，长春至哈尔滨的铁路轨距改为标准轨。
1935年11月，满铁得到朝鲜总督府的委任，代为运营北鲜线。1936年10月1日，满铁管理社线的铁道部、管理国线的铁路总局和管理北鲜线的北鲜铁道管理局，以及原驻大连的铁路建设局合并为新铁道总局，驻地奉天，:61943年5月1日搬迁到新京。
1945年8月20日，苏军占领长春。1945年9月22日，成立“中国长春铁路”，满铁与满洲国有铁道退出历史舞台。

## 运营情况
1905年12月19日当日本提理部结束其部队归国运输任务后，在其所管区域内，保留和新设的车站干线上有：大连站、南关岭站、大房身站、金州站、三十里堡站、普兰店站、瓦房店站、得利寺站、万家岭站、熊岳城站、盖平站（今盖州站）、大石桥站、海城站、汤岗子站、鞍山站、苏家屯站、奉天驿（今沈阳站）、虎石台站、新台子站、铁岭站、开原站、昌图站、双庙子站、四平街站（今四平站）、郭家店站、公主岭站、范家屯站、宽城子站。1907年4月1日，满铁开始营业时，它所管辖的铁路干线大连站至孟家屯站（今长春南站）695.2公里，同年7月又接收孟家屯站以北8.5公里，共计703.7公里。
截止至1943年10月1日，满铁已建成通车的铁路，计有新线5149.9公里和复线888.6公里。形成了东北的铁路网络。

## “亚细亚”号
满铁将亚细亚号定为“特急”快车。亚细亚号舒适快捷，为了抵御满洲地区的大陆性天气而采用密闭式双层车窗，全列车配备美国开利公司（Carrier Corporation）制造的空调装置，以及电动按钮控制的可调节自动式座椅。列车编组为6节车厢，机车之后为行李车、两节三等车厢（定员88人）、餐车、一节二等车厢（定员68人）和一节流线型头等展望车（尾车，定员48人）。亚细亚号一共制造了24节车厢，编为4列，1935年又生产了2节头等车厢。
1934年3月1日，亚细亚号首次运行，创造了以7个半小时跑完新京到大连全程701.4公里的纪录，途中停车只有大石桥、鞍山、奉天、四平4个车站。亚细亚号常态运营为共有的两组列车，每日上午由新京和大连对开，完成大连至新京间的运行，所需时间为8小时30分（中途不停车），平均运营速度为每小时85公里。
1935年9月，亚细亚号的运营区间延长至哈尔滨。
牵引亚细亚号的太平洋7型机车（当时也叫“パシナ”【pashina】型）是当时世界上时速最高的蒸汽机车之一，车头外部呈流线型，动轮直径达两米，可装载37吨水和12吨煤炭，由日本川崎重工株式会社车辆厂制造9台，由大连沙河口满铁车辆厂组装3台，全部在满洲国服役。机车的最高测试时速为130公里，远远领先于最高时速95公里的日本铁道省的机车。